# Hélène-Andrée Bizier
Pour les articles homonymes, voir Bizier.
Hélène-Andrée Bizier (née Huguet), est une historienne et une essayiste québécoise née le 7 avril 1947.

## Biographie
Elle s'intéresse surtout à l'histoire du Québec, l'histoire de Montréal, l'Université de Montréal et l'art culinaire en Nouvelle-France.
En 1971, elle collabore à Boréal Express. La même année, alors qu'elle est employée au journal La Presse, elle fait aussi pression sur Jacques Lacoursière afin que celui-ci termine son ouvrage Alarmes citoyens.[pas clair]
Avec ce dernier elle anime une émission à CITF-Fm dans les années 1980 et collabore à Nos racines.
Elle publie avec Jacques Lacoursière et Robert-Lionel Séguin chez Art global et Québec-Amérique. Elle anime l'émission L'histoire à la une avec Claude Charron. Elle est membre du jury au Conseil des Arts du Canada.
En 1995, elle reçoit une nomination pour le Prix du Gouverneur général pour son essai Le Noir et le Rouge. En 2006, elle est récipiendaire du prix Canadian Culinary Book Awards – organisé par Cuisine Canada et l’Université de Guelph - pour Le Menu quotidien en Nouvelle-France.

## Ouvrages publiés
- Nos racines, l'histoire vivante des Québécois, 144 fascicules, 1980-1983, en collaboration avec Jacques Lacoursière
- La Petit histoire du crime au Québec, Stanké, 1981, 2 vol.
  - réédition : Crimes et châtiments, la petite histoire du crime au Québec (2 vol.), Éditions Libre Expression, 1982
- Nos racines, l'histoire vivante des Québécois, Éditions Libre Expression, 1983
- Les fils de la forêt, Éditions Libre Expression, 1989
- L'Université de Montréal : la quête du savoir, 1993[2].
- Fleur de lys : d'hier à aujourd'hui, éditions Art Global, 1997
- Le Menu quotidien en Nouvelle-France, avec Robert Séguin, Normand Laprise, éditions Art Global, 2004
- Édouard Lacroix : le destin exceptionnel d'un industriel beauceron démocrate, 2004
- Une histoire du Québec en photos, Fides, 2006[3]
- Une histoire des hommes québécois en photos, Fides, 2008[4]
- À chacun son métier : une histoire du Québec en photos, Fides, 2010[5]
  - édition revue et augmentée : Une histoire du Québec en photos, Fides, 2017  (ISBN 9782762139532)[6],[7]
- Ce Québec que nous construisons : 75 ans de grands projets, Del Busso éditeur, 2019  (ISBN 9782924719589)

## Collaborations
- Avec Jacques Lacoursière, La Nouvelle-France. Sur la route des explorateurs (Montréal, Édirom Inc., 2000)[8].
- Avec Jacques Cerf, La pêche à la mouche au Québec, 25 expériences inoubliables, Fides, 2008[9]
- Avec Marie-Diane Faucher, ABC des bonnes manières, Publistar, 2011[10]
  - réédition : Le Livre de Poche, 2013
- Avec Claude Lefebvre, Les Chantiers de ma vie, CYFBEL, 2017  (ISBN 9782981674104)[11].

## Distinctions
- Médaille d'honneur de l'Assemblée nationale du Québec, 2013[12]
- Membre de l'Ordre du Canada, 2007[13]